# Distrikt Canchabamba
Der Distrikt Canchabamba liegt in der Provinz Huacaybamba in der Region Huánuco in Westzentral-Peru. Der Distrikt wurde am 14. November 1985 gegründet. Er besitzt eine Fläche von 184 km². Beim Zensus 2017 wurden 2803 Einwohner gezählt. Im Jahr 1993 lag die Einwohnerzahl bei 2777, im Jahr 2007 bei 3038. Sitz der Distriktverwaltung ist die 3200 m hoch gelegene Ortschaft Canchabamba mit 541 Einwohnern (Stand 2017). Canchabamba befindet sich 25,5 km nordwestlich der Provinzhauptstadt Huacaybamba.

## Geographische Lage
Der Distrikt Canchabamba befindet sich im Nordwesten der Provinz Huacaybamba. Er liegt am Ostufer des Río Marañón und erstreckt sich über die Westflanke der peruanischen Zentralkordillere.
Der Distrikt Canchabamba grenzt im Südwesten an den Distrikt San Nicolás (Provinz Carlos Fermín Fitzcarrald), im Westen an die Distrikte Eleazar Guzmán Barrón und Fidel Olivas Escudero (beide in der Provinz Mariscal Luzuriaga), im Norden und im Nordosten an die Distrikte San Buenaventura und Cholón (beide in der Provinz Marañón) sowie im Südosten an den Distrikt Pinra.

## Ortschaften
Im Distrikt gibt es neben dem Hauptort folgende größere Ortschaften:
- Dinamarca (211 Einwohner)
- Pachachin (332 Einwohner)
- Pauca (310 Einwohner)
- San Juan de Huaripampa (305 Einwohner)
- Tunanmarca (324 Einwohner)
- Umbe (350 Einwohner)